# آئورلیو دومینگز
آئورلیو دومینگز (به اسپانیایی: Aurelio Domínguez) بازیکن فوتبال اهل شیلی بود. وی همچنین در تیم ملی فوتبال شیلی بازی کرده‌است.